# Legyesbénye, Borsod-Abaúj-Zemplén
Legyesbénye este un sat în districtul Szerencs, județul Borsod-Abaúj-Zemplén, Ungaria, având o populație de 1.625 de locuitori (2011). 

## Demografie
Componența etnică a satului Legyesbénye
     Maghiari (97,83%)
     Romi (2,17%)
Componența confesională a satului Legyesbénye
     Romano-catolici (37,23%)
     Reformați (27,57%)
     Greco-catolici (7,75%)
     Fără religie (2,89%)
     Necunoscută (24,18%)
     Alte religii (1,11%)
Conform recensământului din 2011, satul Legyesbénye avea 1.625 de locuitori. Din punct de vedere etnic, majoritatea locuitorilor (97,83%) erau maghiari, cu o minoritate de romi (2,17%). Nu există o religie majoritară, locuitorii fiind romano-catolici (37,23%), reformați (27,57%), greco-catolici (7,75%) și persoane fără religie (2,89%). Pentru 24,18% din locuitori nu este cunoscută apartenența confesională.